# محمد فرازمند
محمد فرازمند (زاده ۱۱ بهمن ۱۳۴۰) دیپلمات ایرانی و سفیر پیشین جمهوری اسلامی ایران در کشور ترکیه بوده‌است.  
وی دانش‌آموخته کارشناسی روابط بین‌الملل و کارشناسی ارشد فلسفه و حکمت است.